# سان جورجو دلا ریکین‌ولدا
سان جورجو دلا ریکین‌ولدا (به ایتالیایی: San Giorgio della Richinvelda) یک کومونه در ایتالیا است که در استان پوردنونه واقع شده‌است.

## خصوصیات
سان جورجو دلا ریکین‌ولدا ۴۷٫۹ کیلومترمربع مساحت و ۴٬۶۳۹ نفر جمعیت دارد و ۸۶ متر بالاتر از سطح دریا واقع شده‌است.